# AVK (virksomhed)
 For alternative betydninger, se AVK. (Se også artikler, som begynder med AVK)
AVK International A/S er en producent af ventiler, hydranter, fittings og tilbehør til vand- og gasforsyning, spildevandsbehandling og brandbekæmpelse. 
AVK International A/S er et datterselskab til AVK Holding, en dansk familieejet koncern med over 100  produktions- og salgsselskaber verden over. AVK leverer produkter til mere end 80 lande via salgsselskaber, agenter og distributører i Europa, Mellemøsten, Nord- og Sydamerika, Australien, Asien og Afrika. 
AVK Gruppen beskæftiger omkring 4300 medarbejdere på verdensplan. 

## Historie
AVK blev grundlagt i 1941 i Galten i et beskedent maskinværksted med otte ansatte. Grundlæggeren, Aage Valdemar Kjær (deraf navnet AVK), og hans ansatte udførte almindeligt rørarbejde i Galtenområdet. Derudover havde værkstedet en lille produktionsenhed, der fremstillede kompressorer til hovedsageligt køleanlæg.
I 1970 overtog AVK’s nuværende ejer maskiningeniør Niels Aage Kjær sin fars værksted og begyndte at udvikle ventiler til vandforsyningen. Den første ventil - en muffeventil til PVC-rør – dannede grundlaget for det AVK, vi kender i dag.
Det første selskab i AVK gruppen var Aage V. Kjærs Maskinfabrik A/S. I 1985 blev hovedaktiviteten udskilt i et nyt produktionsselskab, AVK Maskinfabrik A/S. En fusion i 1996 med salgsselskabet AVK Scan Wass Group A/S førte til stiftelsen af AVK International A/S. Aage V. Kjærs Maskinfabrik A/S hedder i dag også AVK Holding A/S og er moderselskabet i AVK gruppen.
AVK Holding A/S og AVK International A/S er begge placeret i Galten – mellem Aarhus og Silkeborg.